# Jardin Oriana Fallaci
Le jardin Oriana Fallaci est un espace vert italien, situé dans le sud de Milan, au cœur de la ville.

## Histoire
Le jardin Fallaci, déjà Quadronno Crivelli Garden, est un parc urbain de Milan, près de Viale Beatrice d'Este.
Créé dans les années 1970 et baptisé en 2007 du nom de la journaliste Oriana Fallaci, il couvre une surface de 5 800 m2.